# يوسف معزيز
يوسف معزيز (24 يونيو 1998) هو لاعب كرة قدم فرنسي-مغربي، يلعب كلاعب خط وسط مهاجم أو جناح أيسر لنادي لوفين البلجيكي.

## مهنة النادي
لعب يوسف أول مباراة احترافية له مع ميتز في الدوري الفرنسي أمام ليون في 26 فبراير 2017.
في 26 يونيو 2019، انتقل إلى نادي لومان، الصاعد حديثًا إلى الدوري الفرنسي الدرجة الثانية، على سبيل الإعارة من ميتز.

## مهنة دولية
ولد يوسف في فرنسا، وهو من أصل مغربي ويحمل جنسية مزدوجة. وهو لاعب دولي سابق لمنتخب شباب فرنسا.

## روابط خارجية
- يوسف معزيز على موقع رابطة كرة القدم الفرنسية للمحترفين (الإنجليزية)
- يوسف معزيز على موقع قاعدة بيانات كرة القدم.إي يو (الإنجليزية)
- يوسف معزيز على موقع ليكيب (الفرنسية)
- يوسف معزيز على موقع Soccerway.com (الإنجليزية)